# Aegisuchus

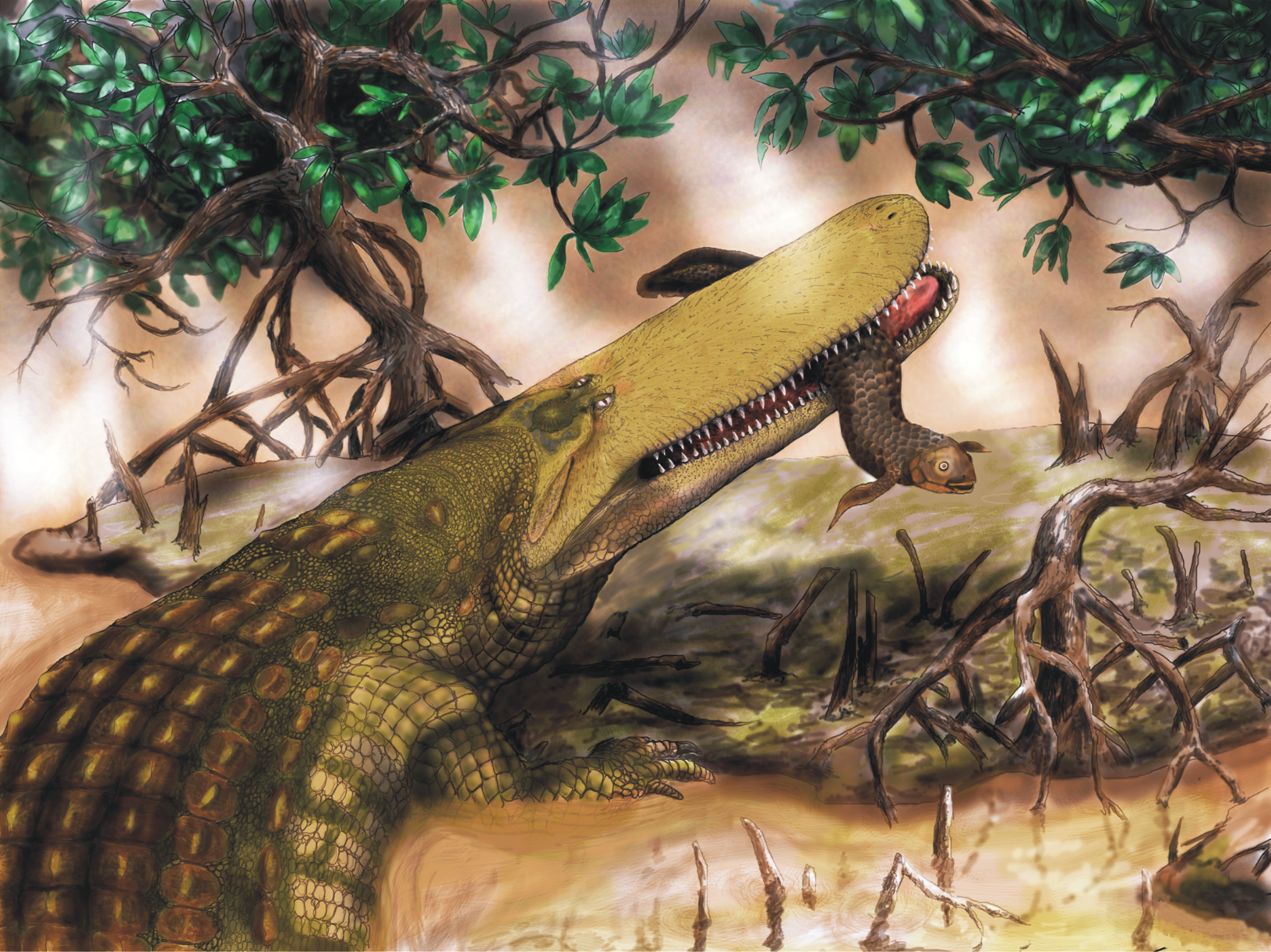
Художня реконструкція

Aegisuchus — вимерлий моновидовий рід гігантських плоскоголових крокодилоподібних родини Aegyptosuchidae. Він був знайдений у формації Кем Кем на південному сході Марокко, яка датується сеноманським періодом епохи пізньої крейди. Типовий вид Aegisuchus witmeri був названий у 2012 році палеонтологами Кейсі Холлідеєм і Ніколасом Гарднером, які дали йому прізвисько «Щиткрок» за щитоподібну форму його черепа. A. witmeri відомий з однієї частини черепа, включаючи мозкову оболонку та дах черепа.